# オノン川

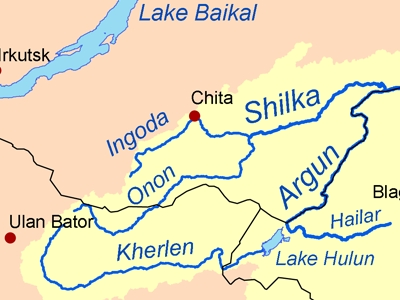
オノン川の位置

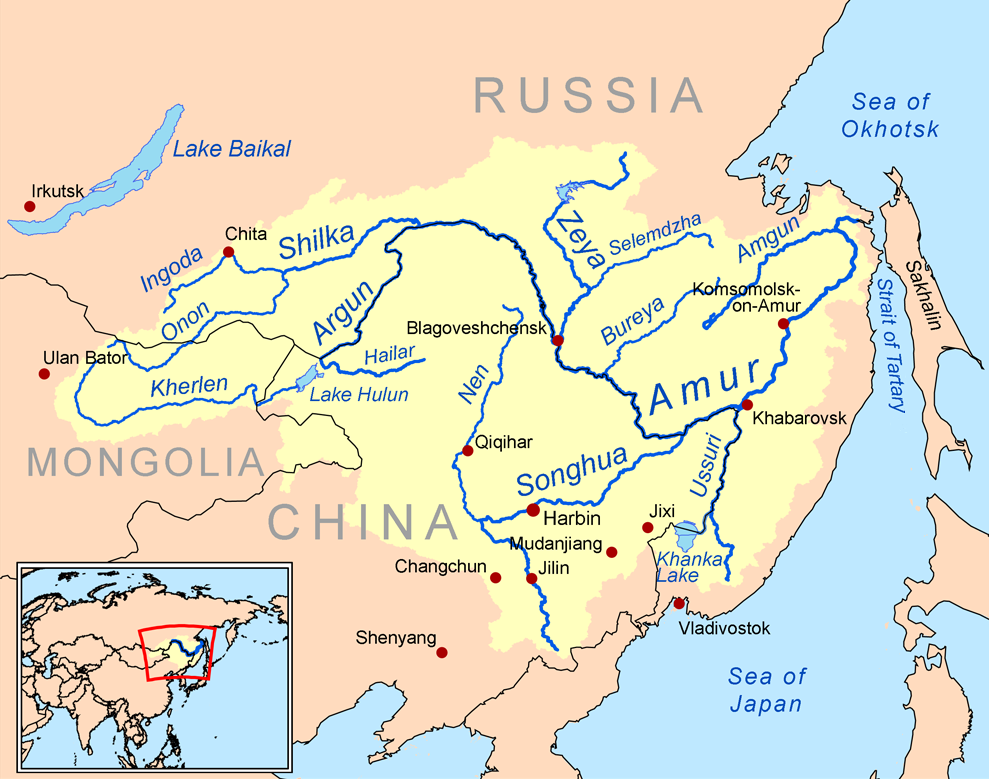
アムール川とその支流

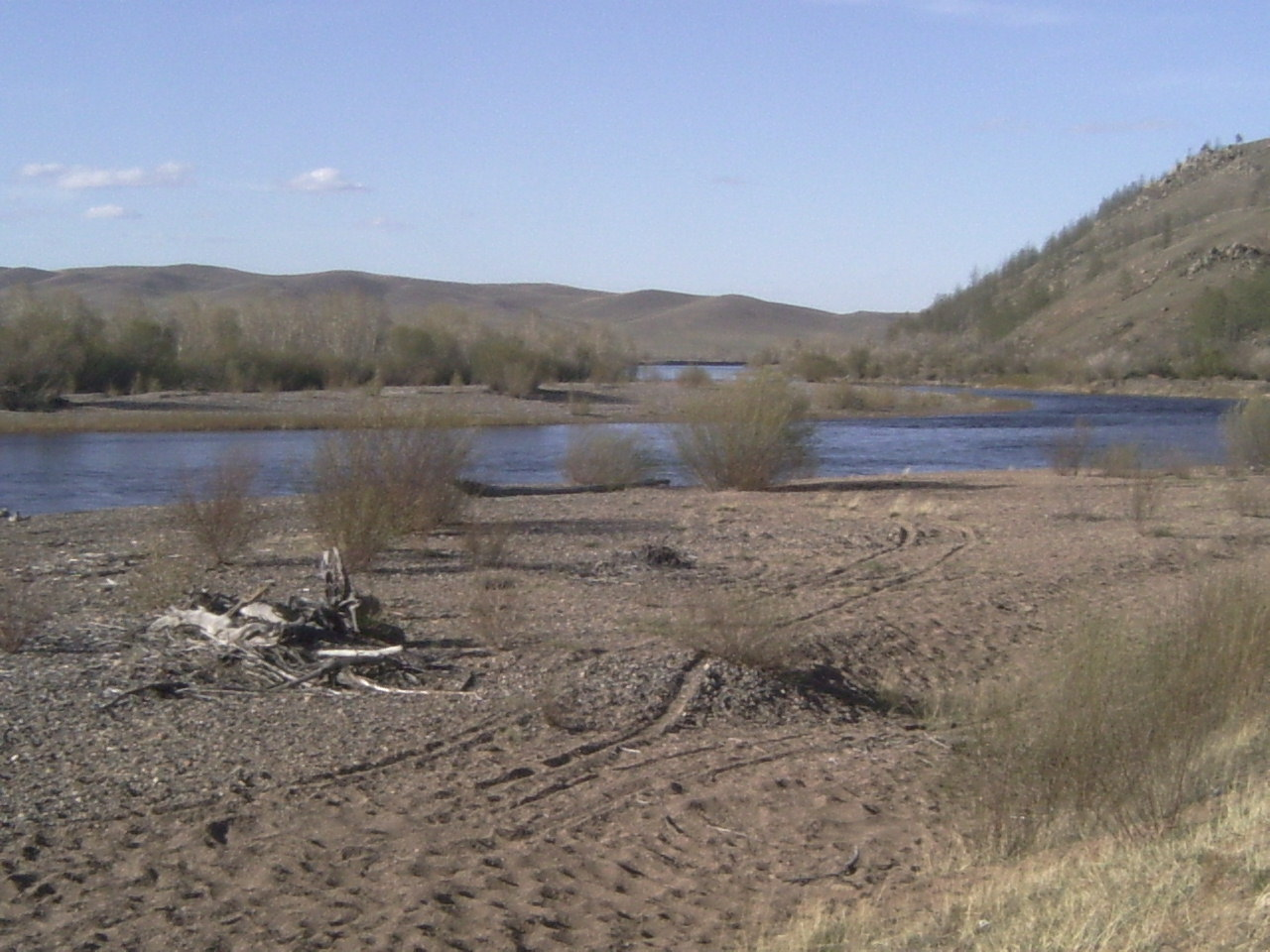
オノン川上流、チンギス・ハーンの生誕地と伝えられる場所

オノン川（オノンがわ、モンゴル語：Онон гол、ᠥᠨᠥᠨ
ᠭᠣᠣᠯ 転写：Onon γoul、オノン・ゴル）は、モンゴル国ヘンティー山脈のブルカン山を源流とする黒竜江（アムール川）の支流である。流域面積96,200km2。漢名は斡難・鄂嫩・敖嫩などで表記される。現在は「オノン」だが、古くは「オナン川」と呼ばれ、『元朝秘史』では冒頭にオナン・ムレン（オナン川）斡難 木舌漣  Onan Müren、『集史』でも رودخانه اونن rūdkhāna-yi Ūnan として表れる。隣接するヘルレン川がヘンティー山脈の南麓を流れるのに対し、オノン川は山脈の北側を流れる。 
北東へ流れ、ロシア国境を越えてシベリアのザバイカリエ地方へ入り、1,032kmを流れた後にシルカ川に合流する。
2023年、モンゴル国内のオノン川とバルジ川流域はユネスコの生物圏保護区に指定された。

## チンギス・カン誕生の地
モンゴルのチンギス・カンは、流域内のデリウン＝ボルダク（現モンゴル国北東部）にて誕生したとされ、彼による1206年（太祖1）のクリルタイ・第二次即位（モンゴル帝国建国）もこの川の源で行われた。チンギス所縁の地であったが、モンゴル全土の統治には東に寄り過ぎていたため、オゴデイの時代に拠点をケレイトの本拠地であったカラトンに移り、カラコルムが建設されてそこが首都となった。しかし、オノン川源流地域は祖宗興隆の地であり、歴代モンゴル皇帝のクリルタイが開催される候補地として重視された。